# Marcipa dubia
Marcipa dubia là một loài bướm đêm trong họ Erebidae.